# Wsiewołod Awdijew
Wsiewołod Igoriewicz Awdijew (ros. Всеволод Игоревич Авдиев, ur. 1898, zm. 1978) – radziecki historyk, doktor nauk historycznych (1943). 
Ukończył Moskiewski Uniwersytet Państwowy im. M.W. Łomonosowa (1922). Od 1920 pracował w Muzeum Historycznym, w latach 1924-41 w Muzeum Sztuk Pięknych im. Puszkina w Moskwie. Od 1935 wykładał na Moskiewskim Uniwersytecie Państwowym i w Moskiewskim Instytucie Filozofii, Literatury i Historii, w latach 1951-73 był profesorem Moskiewskiego Uniwersytetu Państwowego, kierownikiem katedry. Jednocześnie w latach 1944-60 był pracownikiem Instytutu Orientalistyki Akademii Nauk ZSRR, a w latach 1953-55 był dyrektorem tego instytutu. Zajmował się historią starożytnego Wschodu, wydał książki „Produkcja i rzemiosło artystyczne w starożytnym Egipcie” (1940), „Historia starożytnego Wschodu” (1970) .